# Телерадіокомпанія «ЮГ»
Телерадіокомпанія "ЮГ" - (ТРК «Юг») - бердянська не комунальна і недержавна телекомпанія.

ТРК «ЮГ» має ліцензію Національної ради України з питань телебачення і радіомовлення на 24 години мовлення на 33 ТВК на території Бердянська, Приморська, Бердянського, Приморського, Приазовського та Чернігівського районів. Є членом інформаційної групи «Про100».
Найпотужніший передавач в Брянськом регіоні - 500 Вт.
На 2014 рік потенційна глядацька аудиторія ТРК «ЮГ» - більше 200 000 чоловік.
З 1997 року по 2008 рік базувалася в Приморську.
У 2008-му, в зв'язку з переглядом стратегічних цілей, головний офіс і апаратно-студійний комплекс телекомпанії були перенесені в Бердянськ. У Приморську працює кореспондентський пункт телеканалу.
У 2010 році ТРК «ЮГ» удостоєна нагороди на конкурсі «Наша історія» за цикл передач «Місце в історії»
Усі новини та проекти телеканалу дублюються на інформаційному порталі [pro.berdyansk.biz] і на каналі телекомпанії на YouTube.

## Проекти ТРК «ЮГ»
- Вісті
- Вісті акценти
- Задаваки
- Місце в історії
- Наодинці з усіма

## Технічні інформація та покриття
Ліцензія - НР № 0780-м від 18.12.2002 по 19.12.2016 (з 06:00 по 24:00)

Ліцензія - НР № 0781-м від 14.11.2005 по 14.11.2019 (з 00:00 по 06:00)
- м. Приморськ - 33 ТВК
- потужність передавача - 0,5000 кВт
- оператор - Запорізька філія Концерну РРТ
- адреса передавача - вул. Морська, РТС, м. Приморськ, Україна
- територія розповсюдження - м. Приморськ, м. Бердянськ (міськрада) та райони: Бердянський, Приморський, Приазовський, Чернігівський